# Himno de Yucatán
El Himno de Yucatán es el himno oficial del Estado de Yucatán, en México. Originalmente fue adoptado por decreto el 15 de septiembre de 1868. Inspirado por el triunfo de la República sobre el Imperio. La letra del himno estatal fue compuesta por Manuel Palomeque Solís, con la excepción del Coro que fue escrito por José García Montero. La música fue escrita por José Jacinto Cuevas. El Himno de Yucatán fue el primer himno estatal de México (el segundo fue el del Estado de Veracruz). Durante casi todo el siglo XX, el himno fue cantado en las escuelas del estado. 
En el año 2024 por iniciativa del poder ejecutivo estatal, el Congreso del Estado de Yucatán lanzó una convocatoria para modificar la letra del himno yucateco. Como resultado de la convocatoria se decidió que el escritor, poeta y compositor Luis Pérez Sabido escribiera la letra del nuevo himno yucateco. El resultado de tal iniciativa fue que el jueves 20 de junio de 2024, el Congreso de Yucatán aprobó el decreto según el cual el nuevo himno cobra vigor legal en el Estado de Yucatán y por tanto este queda oficializado en toda la república mexicana.

## Música y letra del himno original
La letra del denominado Himno Patriótico Yucateco fue leída en forma de poema por primera vez el 14 de julio de 1867 por su autor, en el Palacio de Gobierno en sesión presidida por el gobernador suplente Agustín O'Horán con motivo de la celebración de la toma de la Ciudad de México por las fuerzas republicanas encabezadas por el presidente Benito Juárez. Un día después la obra fue publicada en el periódico La Razón del Pueblo. Dos meses después, en septiembre, fue cantada por primera vez por el tenor cubano Ramón Gasque, usando para ello un arreglo del músico José Jacinto Cuevas.
Al año siguiente, en 1868, el gobernador de Yucatán, promulgó el decreto declarando himno del estado la poesía escrita por Palomeque junto con la música del maestro Cuevas. De esa forma, Yucatán se convirtió en el primer estado de la República Mexicana que tuvo su propio himno.
Versión corta de la letra.
| Coro: Al grito de guerra despierta el valor y el aire se inunda con bélico son. Haced compatriotas que truene el cañón, lloviendo metralla sobre el invasor. |
| Coro: El cinco de mayo, nos preste su sol que eclipsa la estrella de Luis Napoleón. El mundo nos mira, con admiración y a México envidia su claro blasón.    |
| Estrofa I: Guerra a muerte a cualquier extranjero que pretenda a la Patria humillar bajo el yugo oprobioso y grosero no se puede jamás prosperar.            |
| Estrofa II: Vino el águila esclava de Europa sancionando la infamia con balas y regresa arrastrando las alas con escarnio y vergüenza a la vez.              |
| Estrofa III: El altivo cóndor del Anáhuac le dejó los palacios y reales desafióla en los rudos nopales y postróla humillada a sus pies.                      |

Este himno hace referencia a la victoria de la República sobre el Imperio tras el fusilamiento de Maximiliano de Habsburgo en 1867 en el cerro de las Campanas, Querétaro, México.

## Letra del nuevo himno yucateco
La letra del Himno de Yucatán actualizada por decreto del Congreso del Estado de Yucatán, es de la autoría del poeta y compositor Luis Pérez Sabido. Esta versión actualizada de la letra del himno yucateco hace referencia al Yucatán, entidad federativa de la nación mexicana y es cantada al compás de la música original, escrita en 1868 por el músico y compositor José Jacinto Cuevas.
| Coro |
| Cantemos unidos con fe y con amor a la gloria eterna de un pueblo ejemplar de paz y trabajo, progreso y valor y patrios principios que exaltan su ideal. Cantemos unidos ¡por ti, Yucatán! con todas las voces que te habitan ya, y así proclamarte con justa razón en signo de orgullo de nuestra nación. |
| Estrofa I Tierra maya de pétreo ropaje que emergiste del fondo marino y forjaste tu propio destino con esfuerzo, constancia y tesón. Tus ciudades en piedra labradas son asombro de toda la gente porque dan testimonio elocuente de tu arte y grandioso esplendor. Estrofa II Mexicanos de la tierra maya, entonemos un canto a la gloria de los héroes que guarda la historia por su férrea lealtad y valor. Y pongamos los firmes cimientos. de un estado en paz y armonía para hacerlo crecer cada día con respeto, justicia y unión. Estrofa III Yucatán, eres tierra de hombres que acrecientan a diario tus bienes, a la par de tenaces mujeres que te ofrendan talento y amor. Y que unidos transforman tu historia con trabajo y visión de futuro, laborando con rumbo seguro para darte un mañana mejor. Estrofa IV Ceiba eterna de altivo follaje que enarbolas la vida y el arte con creadores de egregio linaje y maestros de enorme valor. Hoy te yergues soberbia y segura con las ramas de toda tu gente, la señal de un pasado presente que al futuro le da su fulgor. Estrofa V Tierra fértil de grandes troveros y valiosos, fecundos poetas que le cantan con temas eternos a la vida con inspiración. Tus canciones son blancas palomas que remontan a diario su vuelo y trasponen la luz de tu cielo con mensajes de paz y de amor. Estrofa VI Pueblo maya, con el calendario más exacto que vio el mundo entero; aportaste el concepto de cero, ciencia y arte: civilización. Y estudiaste secretos guardados en la comba infinita del cielo y plasmaste en tus libros sagrados el poder de tu genio creador. Coro final Cantemos unidos, con fe y con amor, a la gloria eterna de un pueblo ejemplar de paz y trabajo, progreso y valor y patrios principios que exaltan su ideal. Cantemos unidos ¡por ti, Yucatán! con todas las voces que te habitan ya, y así proclamarte, con justa razón, en signo de orgullo de nuestra nación. |